# Michael Beck
Michael Beck (Memphis, Tennessee; 4 de febrero de 1949) es un actor estadounidense.

## Vida y carrera
En sus años de adolescencia destacó como quarterback en el equipo de fútbol americano de su instituto, algo que le abrió las puertas para conseguir una beca deportiva practicando este deporte en la Universidad de Misisipi, donde estudió Economía.
En el campus empezó a entrar en contacto con la actuación participando en los montajes de algunas obras como Romeo y Julieta, Camelot y La gata sobre el tejado de zinc. Tras graduarse de la universidad, decidió estudiar interpretación en el London's Central School of Speech and Drama.
Aunque en 1971 ya había intervenido como figurante en la película The Hard Ride, su debut oficial tuvo lugar con el drama Mad Man (1978). Ese mismo año intervino en la prestigiosa miniserie Holocausto.
En 1979 destacó como Swan, el carismático líder de una pandilla callejera en la película de 1979 The Warriors, de Walter Hill, un título de culto del cine de finales de los 70.
Un año más tarde intervino en el telefilm Alcatraz: Una historia real y a continuación protagonizó en Xanadú, una película musical con canciones de Electric Light Orchestra. En dicha cinta interpretó a Sonny Malone, un dibujante que se enamora de Kira (Olivia Newton John), su musa de la inspiración, al tiempo que se hace amigo de un anciano llamado Danny Maguire (Gene Kelly). La película no obtuvo el éxito esperado y recibió pésimas críticas (aunque con el paso del tiempo ha ganado algunos defensores). Pese a que Beck demostró sus aptitudes para el canto y el baile, según sus propias palabras, este film le cerró las puertas a la hora de optar a buenos papeles y fue nominado a un premio Razzie.
En 1982 secundó a Richard Harris en el wéstern El triunfo de un hombre llamado Caballo e intervino en dos films de ciencia ficción de serie B titulados Destructor y Megaforce. El primero de ellos fue un mero remedo de Mad Max, de George Miller, y el segundo le reportó su segunda nominación al Razzie, en esta ocasión en la categoría de "peor actor secundario".
Posteriormente comenzó a intervenir con frecuencia en telefilms como The Last Ninja (1983), The Streets (1984), Congelados (1985), de Wes Craven, o Houston: The Legend of Texas (1986). En 1985 compartió cartel con Lauren Bacall en un montaje londinense de la obra Dulce pájaro de juventud, de Tennessee Williams. En 1987 intervino en la serie policíaca Los caballeros de Houston, donde dio vida al Sargento Devon Lundy, un policía que tenía como compañero al Sargento Joey La Fiamma (Michael Paré). La serie permaneció en antena durante dos temporadas y finalizó en 1988.
En los años 90 siguió combinando su trayectoria en telefilms como Cacciatori di navi (1990), The Reckoning (1991) Deadly Game (1991), Stranger at My Door (1991) y Fade to Black (1993), con películas destinadas al mercado del videoclub como Forrest Warrior (1996) y Jungle Book: Lost Treasure (1998). Durante esta década y a principios del siglo XXI fue actor invitado en las series Se ha escrito un crimen, En el calor de la noche y Babylon 5.
En 2005 puso voz al personaje de Swan para el videojuego The Warriors, basado en la película, y también fue entrevistado para la edición especial en DVD de dicho film, siendo estos sus dos últimos trabajos hasta la fecha. Luego, participó en conferencias de ciencia ficción y también se ha encargado de prestar su voz como narrador de varias audio novelas de John Grisham y de una autobiografía del expresidente Bill Clinton, todas ellas editadas en formato de CD.

## Vida personal
Está casado con la compositora Cari Taylor desde 1980 y juntos tienen dos hijos.

## Filmografía seleccionada
- Madman (1978). De Dan Cohen.
- The Warriors (1979). De Walter Hill.
- Alcatraz: The Whole Shocking Story (1980). De Paul Krasny.
- Xanadú (1980). De Robert Greenwald.
- Megaforce (1982). De Hal Needham.
- Warlords of the 21st Century (1982). De Harley Cockliss.
- The Last Ninja (1983). De William A. Graham.
- The Golden Seal (1983). De Frank Zuniga.
- El triunfo de un hombre llamado caballo (1983). De John Hough.
- Killer Workout (1986). De David A. Prior.
- Forest Warrior (1996). De Aaron Norris.
- La primera aventura de Mowgli (1998). De Michael McGreevey.